# Dritte Flandernschlacht
Die Dritte Flandernschlacht war der Versuch der Alliierten an der Westfront, einen Durchbruch im Raum Ypern zu erzielen, weshalb sie auch als Dritte Ypernschlacht bezeichnet wurde. Sie begann am 31. Juli 1917 und endete am 6. November 1917 mit der Eroberung des Ortes Passendale (Passchendaele). Das Ziel der Alliierten war es, in Belgien einzumarschieren und die von den Deutschen besetzten Häfen an der belgischen Küste zu befreien. Das Ziel der britischen Streitkräfte war es, den deutschen Verteidigungsgürtel auf dem Westflandrischen Bergrücken zu durchbrechen. Dies erforderte zunächst die Eroberung des Dorfes Passchendaele. Die Dritte Flandernschlacht wurde von den angreifenden Briten aufgrund ihrer monatelangen Dauer in mehrere Schlachtbezeichnungen aufgegliedert. Die Schlacht bei Messines vom 7. Juni diente der Ablenkung von der Hauptoffensive, welche am 31. Juli mit der Schlacht bei Pilkem eingeleitet wurde. Ab dem 16. August konzentrierten sich die Kämpfe bei Langemark, ab dem 20. September bei Menen und ab dem 26. September in der Schlacht im Polygon-Wald. Die späteren Offensiven werden als Schlacht von Broodseinde (4. Oktober), Schlacht von Poelcapelle (9. Oktober), Erste Schlacht von Passchendaele (12. Oktober) und vom 26. Oktober bis zum Abflauen der Flandernschlacht als Zweite Schlacht von Passchendaele bezeichnet. Ein Durchbruch an der Westfront und eine Neutralisierung der deutschen U-Boot-Basen an der belgischen Küste gelang den Briten nicht. Trotz Geländegewinnen von 130 km² brachte sie keine signifikanten strategischen Vorteile und wurden mit enormen Verlusten an Soldaten und Kriegsmaterial erkauft. Die Flandernoffensive steht daher heute für die Brutalität, den Schrecken und die Sinnlosigkeit des Krieges.

## Ausgangssituation
Der Beginn des Kriegsjahres 1917 war vom Zusammenbruch des Russischen Kaiserreiches gekennzeichnet. Nachdem Rumänien Ende 1916/Anfang 1917 größtenteils von den Mittelmächten besetzt war, kehrte an der Ostfront bereits im Wesentlichen Ruhe ein. Die Auflösungserscheinungen in der russischen Armee waren schon im Frühjahr 1917 unübersehbar. Die deutsche Westfront war durch eine Rückzugsbewegung (Unternehmen Alberich) auf die Siegfriedstellung im März 1917 zur Kräfteeinsparung bedeutend verkürzt worden, wodurch die Westalliierten unter Druck gerieten.
Deutschland erklärte am 1. Februar 1917 den uneingeschränkten U-Boot-Krieg und setzte damit die Royal Navy und die britische Handelsflotte unter Druck. Dies hatte zur Folge, dass die Vereinigten Staaten am 6. April in den Krieg gegen Deutschland eintraten, was die deutsche Heeresführung stark unterschätzte. Größere Auswirkungen dieses Kriegseintritts zeigten sich aber erst im Kriegsjahr 1918, wo sie schließlich ausschlaggebend für die Niederlage Deutschlands waren. Die USA waren trotz ihrer offiziellen Neutralität den Positionen der Entente eher zugeneigt; mit einem Kriegseintritt (früher oder später) zu deren Gunsten rechneten damals viele.

## Planung

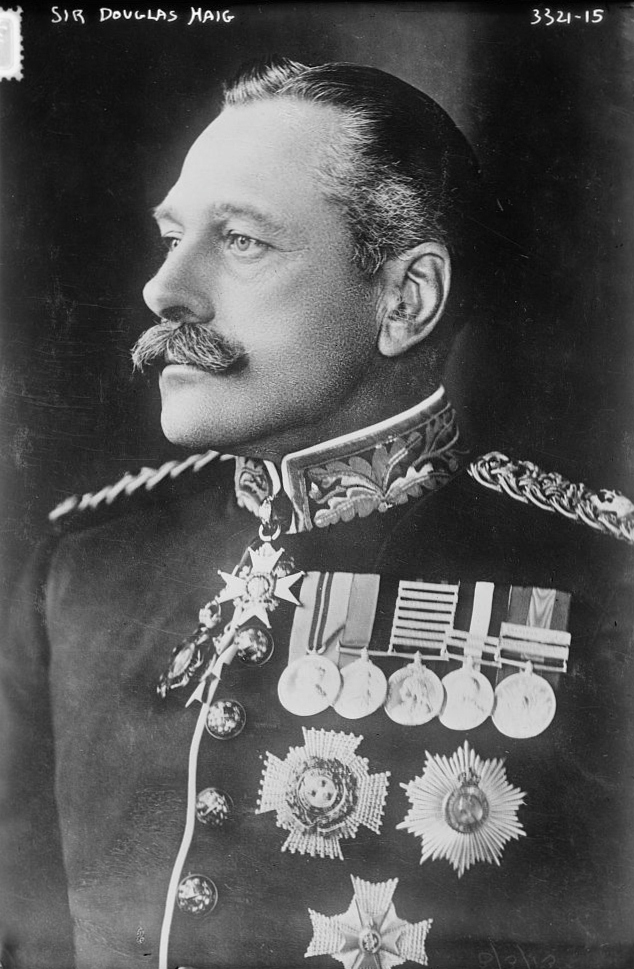
General Douglas Haig, 1916

Der britische Oberbefehlshaber Sir Douglas Haig hatte bereits 1916 eine Operation in Flandern geplant. Diese Pläne wurden wegen der Schlacht an der Somme (1. Juli bis 18. November 1916) verschoben. Mit der Schlacht von Fromelles fand im Juli 1916 nur ein Ablenkungsangriff für die Somme-Schlacht in Flandern statt. Für das Frühjahr 1917 wurde zunächst eine französisch-britische Doppeloffensive bei Arras und eine Woche später an der Aisne und in der Champagne angesetzt. Dabei setzten sie mehr Truppen und Geschütze ein als bei der Schlacht um Verdun. Der geplante Durchbruch gelang jedoch nicht. Gründe dafür waren die schlechte Planung, die Unterschätzung der deutschen Kampfkraft, der wenig planvolle Einsatz neuer Waffen wie Panzer und Geschütze sowie letztlich auch die Erschöpfung des Materials.
Es kam zu Meutereien im französischen Heer, auf die die französische Militärführung zunächst mit drakonischen Strafen wie der Todesstrafe reagierte. Der französische Oberbefehlshaber an der Westfront und Namensgeber der Offensive, General Robert Nivelle, musste seinen erst im Dezember 1916 übernommenen Posten schon im Mai 1917 wieder räumen. Sein Nachfolger, General Philippe Pétain, beschränkte sich für den Rest des Jahres 1917 weitgehend auf die Defensive und brachte die Meutereien durch bessere Verpflegung und Ruhezeiten zur Schonung der Truppe unter Kontrolle. Eine allmähliche Verbesserung der Moral trat ein.
In der Folge wandte sich Haig wieder Flandern zu – auch, weil die Masse der französischen Armee durch die schwere Meutereien über Monate hinweg nicht zu koordinierten Operationen fähig war. Seine lange gehegte Absicht war ein Durchbruch bis zur belgischen Küste, um die deutschen U-Boot-Stützpunkte bei Ostende und Zeebrugge zu erobern und so die von den deutschen U-Booten ausgehende Gefahr zu beseitigen. Außerdem sollte damit die Frontlinie verkürzt und eine Einkesselung deutscher Truppen ermöglicht werden.
Haig glaubte, wie bereits bei der Somme-Offensive, dass die deutsche Armee kurz vor dem Kollaps stünde. Der Premierminister David Lloyd George stand der Offensive sehr kritisch gegenüber, segnete die Pläne aber ab. Um einen Erfolg der Hauptoffensive zu gewährleisten, mussten zuerst die deutschen Stellungen des Wytschaete-Bogens auf dem Bergrücken vom Wijtschate und Mesen (Wytschaete und Messines) erobert werden, da sonst kein Angriff auf die U-Boot-Stützpunkte möglich war.

## Einleitungsschlacht

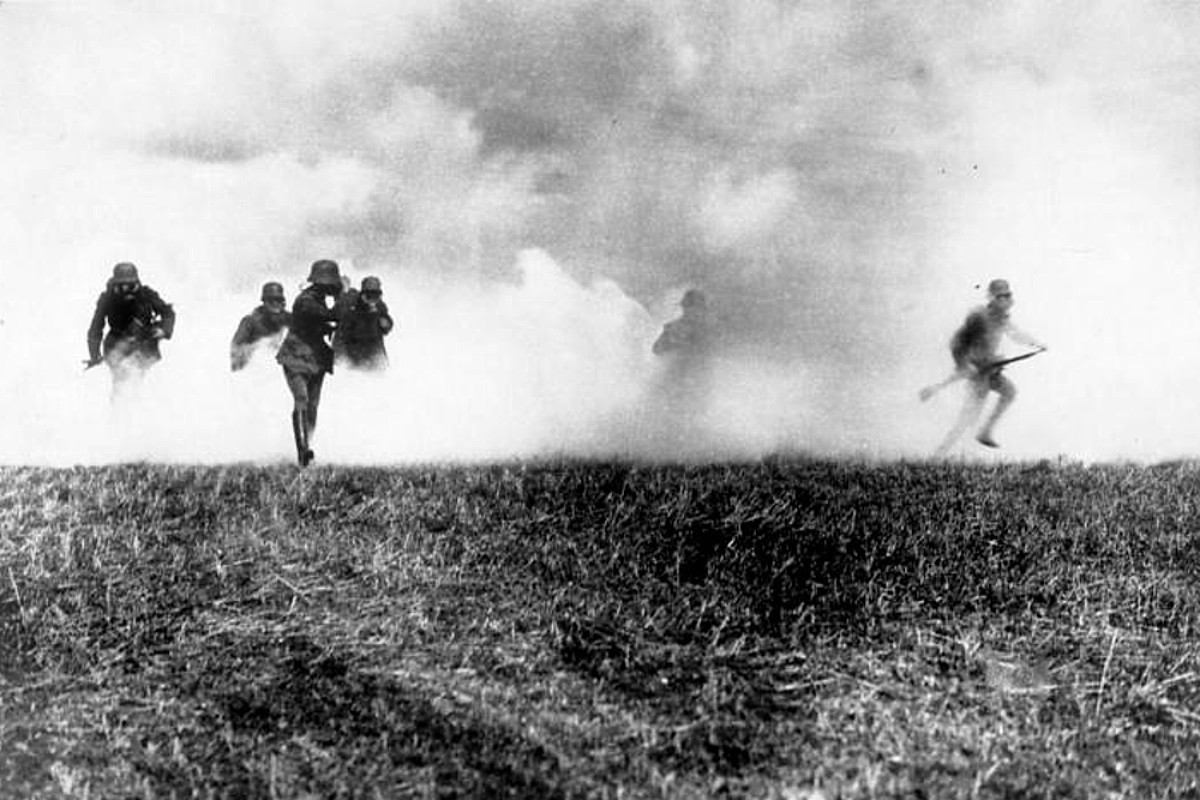
Deutsche Soldaten im Gasangriff

Am Morgen des 21. Mai 1917 eröffneten die Briten unter General Herbert Plumer mit 2000 Geschützen den Angriff gegen den Wytschaetebogen. Die deutschen Stellungen wurden 17 Tage lang ununterbrochen beschossen. Die eigentliche Schlacht von Messines begann am 7. Juni um 03:10 Uhr mit der Sprengung von 19 Minen. Die Explosionen vernichteten die Stellungen der in Ablöse stehenden 40. Division und der bayerischen 3. Division fast vollständig. Weitere Minen detonierten im nördlich anschließenden Abschnitt der 2. und 35. Division. Etwa 9000 Soldaten fielen oder gerieten, großteils verschüttet oder bereits vom Gegner abgeschnitten, in Gefangenschaft. Dies führte dazu, dass die deutschen Vorbereitungen für eine Verteidigung zusammenbrachen. Neun alliierte Divisionen gingen daraufhin zum Angriff über und wurden durch den Einsatz von Giftgas und 72 Panzern unterstützt. Innerhalb von drei Stunden war die gesamte deutsche Stellung eingenommen, die in Reserve stehenden Eingreifdivisionen (7. Division und 1. Garde-Reserve-Division) konnten durch die Schnelligkeit des Geschehens nicht schnell genug nach vorne gebracht werden. Der Frontbogen fiel in schweren Kämpfen bis 14. Juni vollständig in britische Hände.
Die Schlacht bei Messines oder Mesen gilt als eine der wenigen relativ erfolgreichen Offensiven im Ersten Weltkrieg und bestärkte die Moral der alliierten Truppen. Plumer wollte den Angriff weiterführen, wurde jedoch zurückgehalten, da die Truppen erst aufgefrischt und Verteidigungsstellungen aufgebaut werden sollten.

## Planung des Hauptangriffs

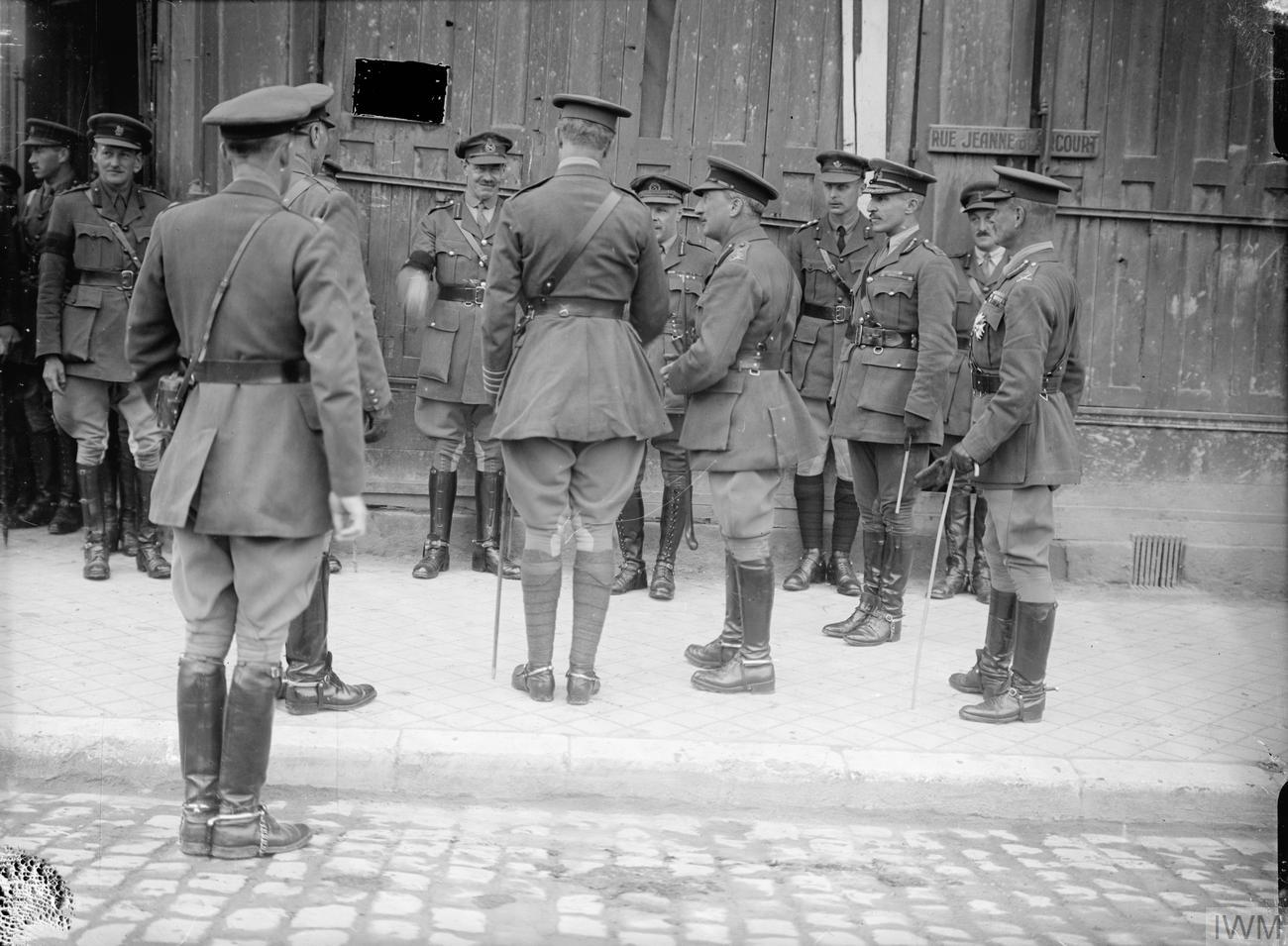
Hubert Gough mit weiteren Offizieren bei einem Frontbesuch des belgischen Königs Albert I. im Mai 1917

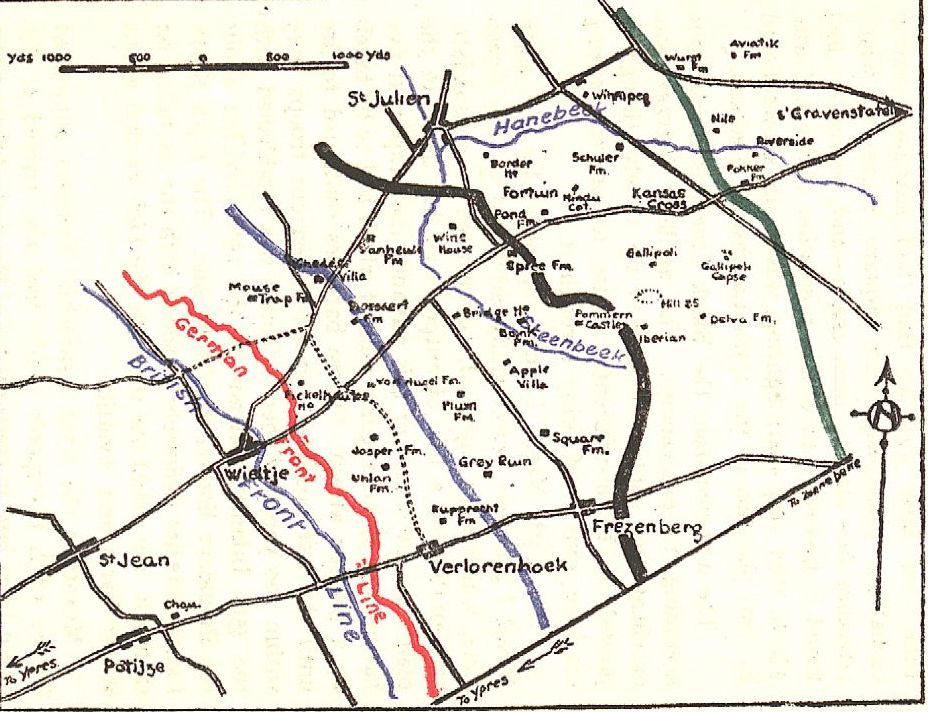
Blaue, schwarze und grüne Linie im Angriffsbereich der 55th (West Lancashire) Division (Pilckem Ridge)

Im britischen Hauptquartier fanden im Sommer 1917 heftige Auseinandersetzungen darüber statt, auf welche Weise die gesteckten Ziele am besten zu erreichen wären. Die Korpskommandeure und viele mit den Bedingungen gut vertraute Stabsoffiziere bevorzugten zumeist ein Vorgehen in jeweils wohlgeplanten, eher kurzen Etappen. Haig und der von diesem für seinen Angriffselan geschätzte Befehlshaber der für den Hauptangriff vorgesehenen 5. Armee Hubert Gough waren eher für einen alles entscheidenden, überwältigenden Durchbruchsangriff. Für die erste Angriffsphase wurden von ihm drei Ziellinien definiert („blaue“, „schwarze“ und „grüne“ Linie), die jeweils einen Geländegewinn von 1000 bis 1500 Metern erforderten. Die grüne Linie sollte nach Goughs Vorstellungen schon am 31. Juli erreicht werden, dazu hätten unter anderem Langemarck und das bereits hinter der „Wilhelm-Linie“ am Fuße eines dominierenden Höhenzuges liegende Zonnebeke eingenommen werden müssen. Gough legte auch eine vierte, die „rote“ Linie fest, deren Erreichen Broodseinde, 1 km östlich von Zonnebeke direkt auf dem Höhenzug gelegen, in den Besitz der Briten gebracht hätte und für die folgenden Tage in Aussicht genommen war.

## Erste Phase

### Beginn der Offensive am 31. Juli

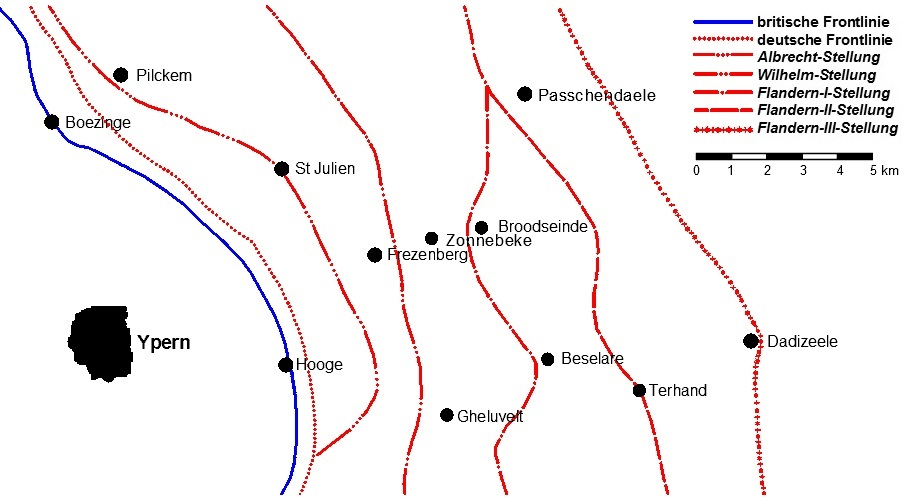
Deutsche Verteidigungsstellungen östlich von Ypern, Situation Mitte 1917

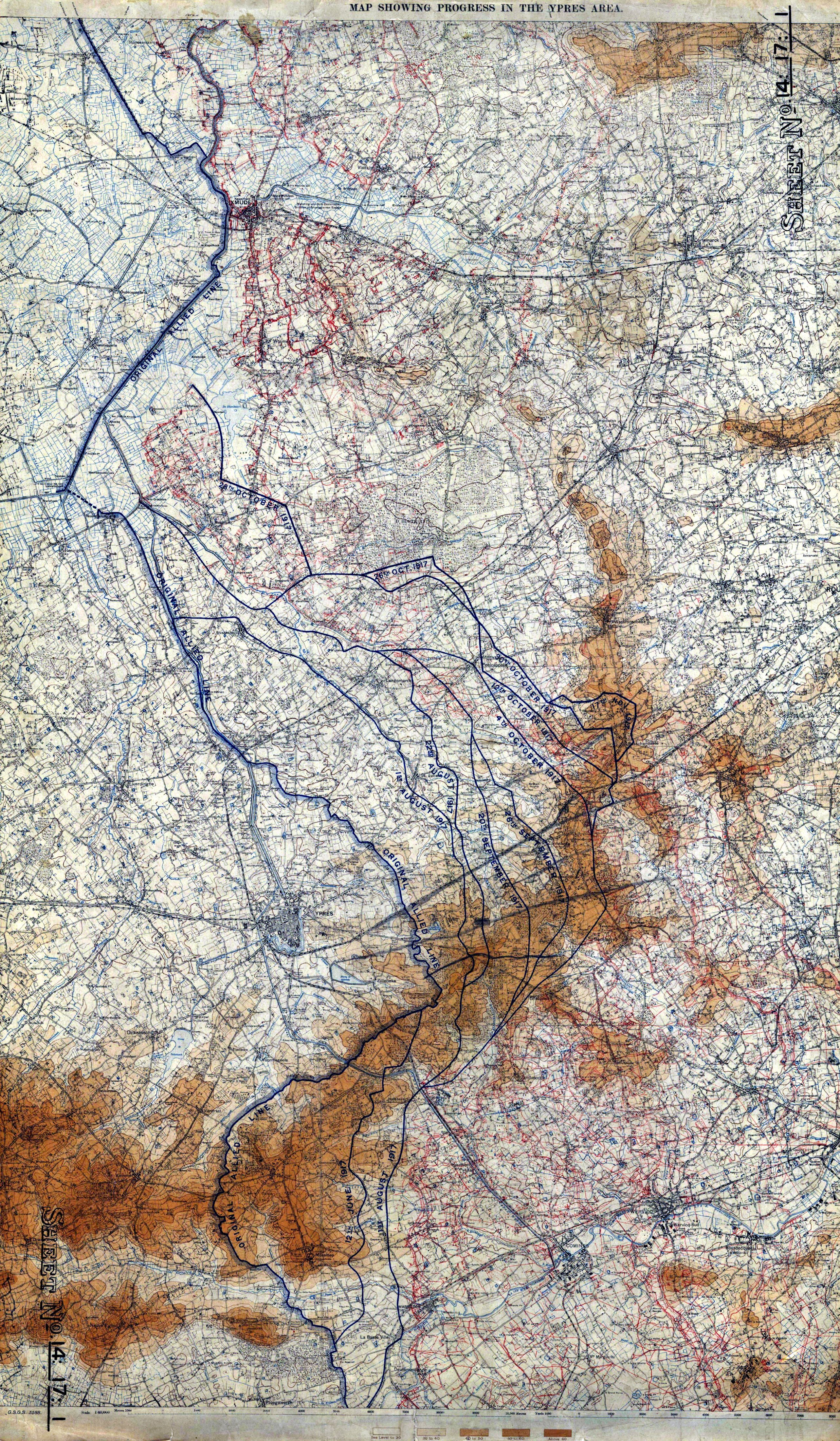
Britische topographische Militärkarte, die die Fortschritte der Offensive bis zum 17. November zeigt

Am 31. Juli 1917 um 03:50 Uhr begann nach 15-tägigem (seit 16. Juli), äußerst heftigem und sich zum Schluss zu noch nie zuvor erreichter Intensität steigernden Artilleriebeschuss die eigentliche Großoffensive in Flandern. Die Schlacht bei Pilkem als erste Offensive wurde von der britischen 5. Armee (anfangs 18 Divisionen in vier Korps) geführt und von der französischen 1. Armee unter General Anthoine durch den Angriff von drei Divisionen gegen die Gruppe Dixmuide (XIV. Armee-Korps unter General Chales de Beaulieu) unterstützt. Die deutsche 4. Armee unter dem Oberbefehlshaber General Sixt von Armin, der seit der Schlacht von Messines von Fritz von Loßberg als Stabschef unterstützt wurde, hatte zur Abwehr entsprechende Reserven herangezogen. Zur Verteidigung setzten die Deutschen seit dem 12. Juli Senfgas (Gelbkreuz) ein, das nicht nur die Atemwege, sondern auch die Haut angriff. Es handelte sich um einen der ersten Einsätze dieses damals neuen Kampfstoffes.
General Gough setzte für seinen ersten Hauptstoß gegen die deutsche Gruppe Ypern (III. Bayerisches Armee-Korps unter General Hermann von Stein) zwischen Boezinge und Zillebeke neun Divisionen ein. Im Norden griffen das XIV. (38. und Guards Division) und XVIII. Korps (51. und 39. Division) unter General Lord Cavan und Maxse die Deutschen bei St. Julien an. In der Mitte stießen das XIX. (55. und 15. Division) und II. Korps (8., 18. und 24. Division) unter General Watts und Jacob gegen Frezenberg und das Plateau westlich von Gheluvelt vor Während des Vorrückens trafen sie hinter der Frontlinie auf den fünffachen Ring der deutschen Verteidigungsstellungen: die Albrecht-Stellung, die Wilhelm-Stellung, die Flandern-I-Stellung, die Flandern-II-Stellung und die noch in Bau befindliche Flandern-III-Stellung; dazwischen lagen die belgischen Dörfer Pilckem, St Julien, Frezenberg, Gheluvelt, Zonnebeke und Passchendaele. Die vorderen deutschen Gräben waren aufgrund des unablässigen Bombardements nur sehr leicht besetzt, nur einzelne MG-Nester behinderten die Angriffstruppen. Die britischen Soldaten waren zumeist erstaunt darüber, wie wenige deutsche Tote zu sehen waren. Die Verluste, die auf deutscher Seite eintraten, waren zumeist das Resultat von Gegenangriffen der hinter der Front bereitgestellten Eingreifdivisionen.

Die südlicher anschließende britische 2. Armee unter General Plumer begleitete den Angriff mit zwei Divisionen ihrer Nordgruppe (X. und IX. Korps unter General Morland und General Hamilton-Gordon), die in Richtung auf Zandvoorde und Houthem gegen die deutsche Gruppe Wytschaete (IX. Reserve-Korps unter General Karl Dieffenbach) bei Menen vorrückten. Die alliierten Soldaten wurden von rund 220 Panzern unterstützt (davon 136 am 31. Juli eingesetzt), von denen allerdings viele in den durch den Artilleriebeschuss entstandenen tiefen Kratern oder im aufgewühlten Untergrund steckenblieben. Wie bei früheren Großangriffen üblich, hatte die schwere Bombardierung mit 3000 Geschützen die deutschen Verteidiger rechtzeitig gewarnt, so dass das britische Ziel, die Straße von Menin zu erobern, abgewehrt werden konnte und nur kleine Geländegewinne zu verzeichnen waren. Die Front der „Gruppe Ypern“ wurde aufgerissen, die betroffene 3. Garde-Division, die 38. und 235. Infanterie-Division wurden zwischen Grafenstafel und Zonnebeke zurückgedrängt. Danach gelang es aber den deutschen Eingreifdivisionen (50. Reserve-Division und 221. Infanterie-Division) die Front zu stabilisieren.
Die deutsche 40. und 111. Infanterie-Division, die den linken Flügel der „Gruppe Dixsmuide“ bildeten, wurden vorübergehend zwischen Bixschoote und Pilkem hinter den Steenbeek zurückgedrängt. 31.000 alliierte Soldaten starben an diesem 31. Juli, wurden verwundet oder blieben vermisst. Das waren deutlich weniger als am ersten Tag der Schlacht an der Somme (1. Juli 1916; 57.000 Ausfälle, davon 19.000 Tote), jedoch gestaltete sich auch hier die Schlacht aufgrund des trotz allem noch starken deutschen Beschusses äußerst traumatisch für die Angreifer.

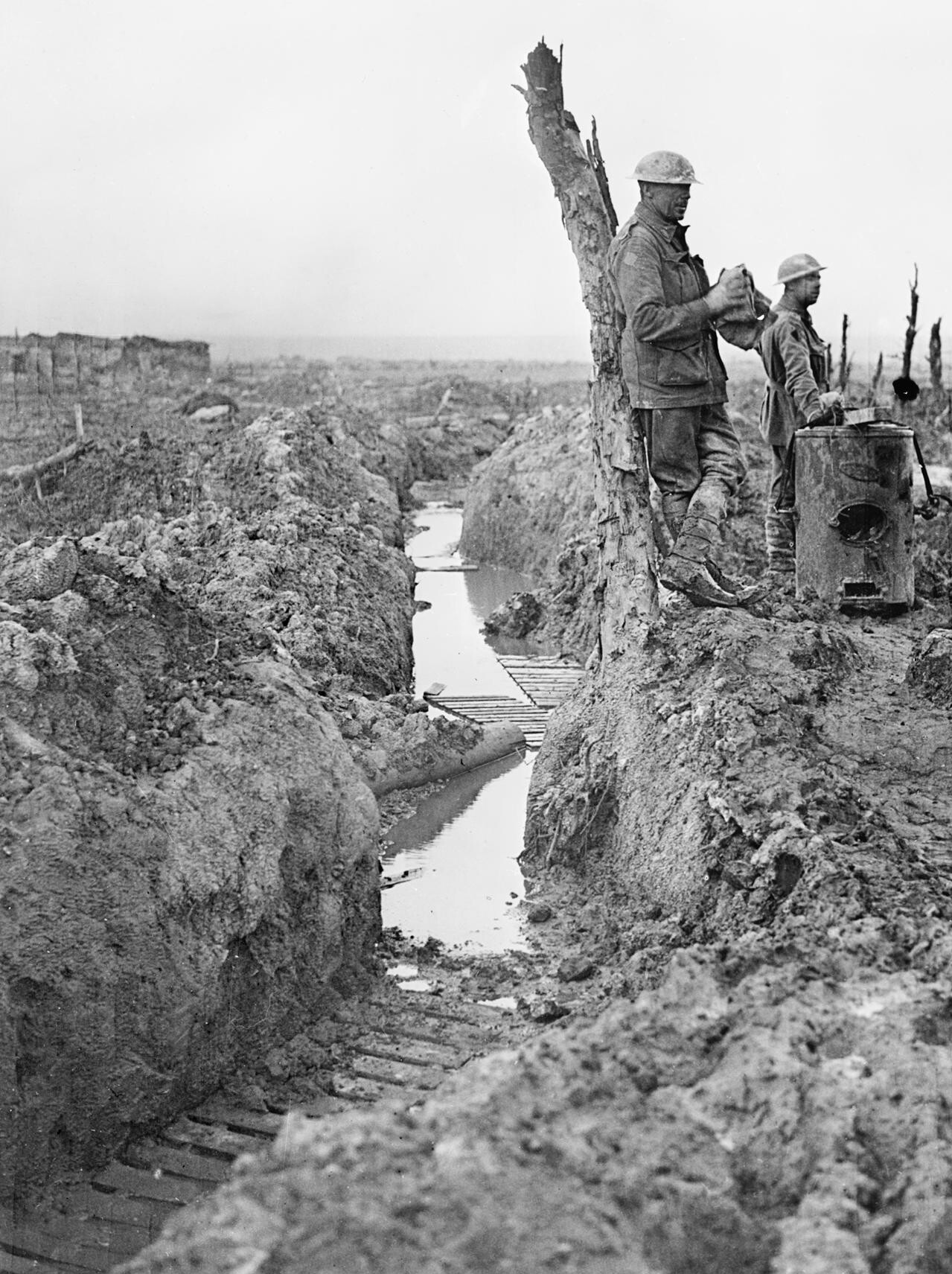
Wassergefüllter Schützengraben

Ein am Nachmittag des 31. Juli beginnender, sich die nächsten Wochen mit nur kleinen Unterbrechungen fortsetzender starker Regen verwandelte das Schlachtfeld zusehends in ein riesiges Schlammfeld, was ein Vorankommen nur in kleinen Etappen zuließ. Verschärft wurde die Situation dadurch, dass der britische Beschuss die Entwässerungskanäle zerstört hatte. Um den Truppen Bewegung zu ermöglichen, wurden Holzlatten als Fußwege verlegt. Die Soldaten, die etwa 45 kg Material trugen, liefen Gefahr, zu ertrinken, wenn sie von diesen Wegen abrutschten. Zudem konnte sich die deutsche Artillerie auf diese schmalen Wege gut einschießen, was hohe Verluste verursachte. Die Schützengräben wurden überflutet, was unter anderem zu Schlafentzug führte, und der Einsatz von Panzern war nun gar nicht mehr erfolgversprechend möglich.

### Die Fortsetzung der Offensive im August
Am 10. August führte das britische XIX. Korps in seinem Sektor einen Angriff mit dem Ziel, die „schwarze Linie“ zu erreichen. Die Briten trafen auf eine gut vorbereitete deutsche Verteidigung und konnten nur geringe Erfolge erzielen, hauptsächlich die Einnahme des Westhoek Ridge bei Potyze. Am Morgen des 16. August 1917 begann die nächste britische Offensive zwischen der Yser und Lys, die auch als „Schlacht von Langemarck“ bezeichnet wird. Dem britischen XVIII. Korps gelang es, in Langemarck einzubrechen und sich bis Poelcapelle vorzukämpfen. Nördlich davon wurde Drie Grachten eingenommen, der erhoffte Durchbruch konnte aber auch diesmal nicht errungen werden. Er scheiterte abermals an der verbissenen deutschen Verteidigung. Die Front bog sich jetzt nördlich Bixschote gegen den Houthulster Wald zurück. Am 17. August konnte die deutsche 54. Infanterie-Division am linken Flügel der „Gruppe Ypern“, durch Teile der 3. Reserve-Division verstärkt, allen Angriffen standhalten. Im Zentrum der Gruppe musste aber die bayerische 5. Infanterie-Division die Reste des zerstörten Dorfes St. Julien dem Gegner überlassen. Am 22. August griff auch der rechte Flügel der 5. Armee mit dem II. Korps (Jacob) entlang der Straße nach Menen an, erkaufte aber geringe Geländegewinne mit schweren Verlusten. Der britische Großangriff richtete sich an diesem Tag bei der „Gruppe Ypern“ besonders gegen die 26. Infanterie-Division, 12. Reserve-Division und 121. Infanterie-Division sowie gegen den rechten Flügel der „Gruppe Wytschaete“ mit der 34. Infanterie-Division und der 9. Reserve-Division.

Am 23. August wurde auf deutscher Seite das Generalkommando des XIV. Armee-Korps abgelöst, der Stab des Gardekorps übernahm für die nächsten zwei Wochen die Führung der „Gruppe Dixmuide“. Bei der „Gruppe Ypern“ (General von Stein) wurde mit dem Heranführen der 204. Infanterie-Division an der Naht zwischen der 26. Infanterie-Division und der 12. Reserve-Division ein neuer Kampfabschnitt gebildet. Ende August musste der Angriff der britischen 5. Armee wegen Verschlechterung der Wetterlage vorerst abgebrochen werden.

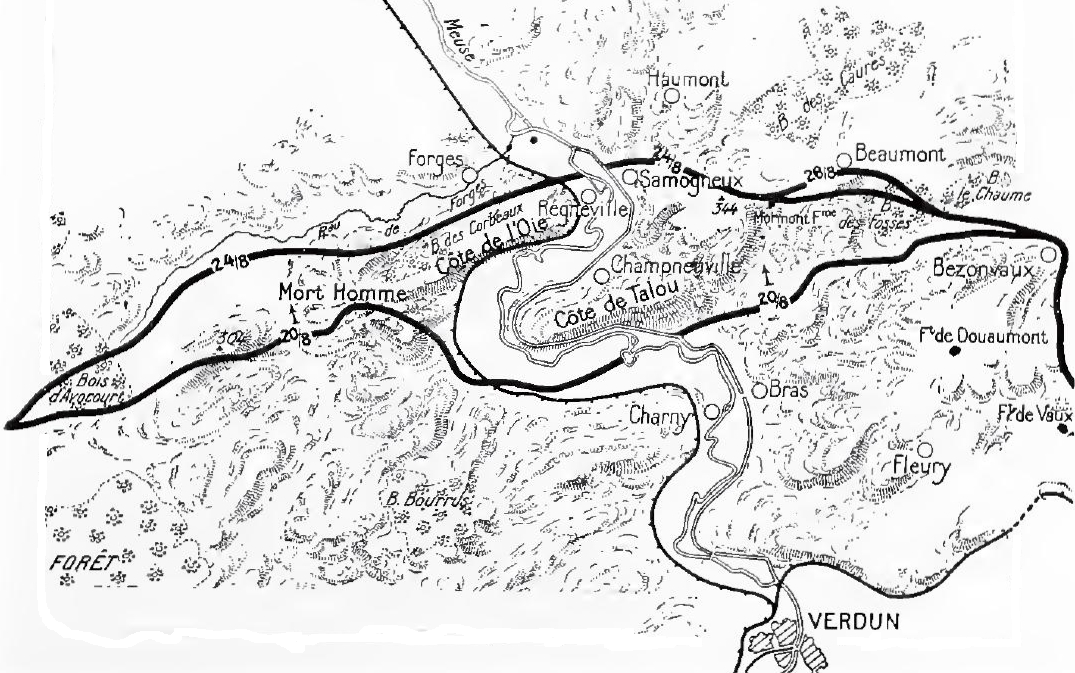
Französischer Ablenkungsangriff bei Verdun

 Die französische 2. Armee bei Verdun führte vom 20.–26. August und vom 7.–8. September starke Ablenkungsangriffe durch, bei denen vier Korps eingesetzt wurden. Auch die Elfte Isonzoschlacht, die am 17. August einsetzte und Italiens entschlossensten Versuch darstellte, das Patt des Stellungskrieges an der österreichisch-italienischen Front aufzubrechen, diente in Teilen der Unterstützung der britischen Offensive in Flandern.

## Zweite Phase

### Neue Befehlshaber, neue Taktiken

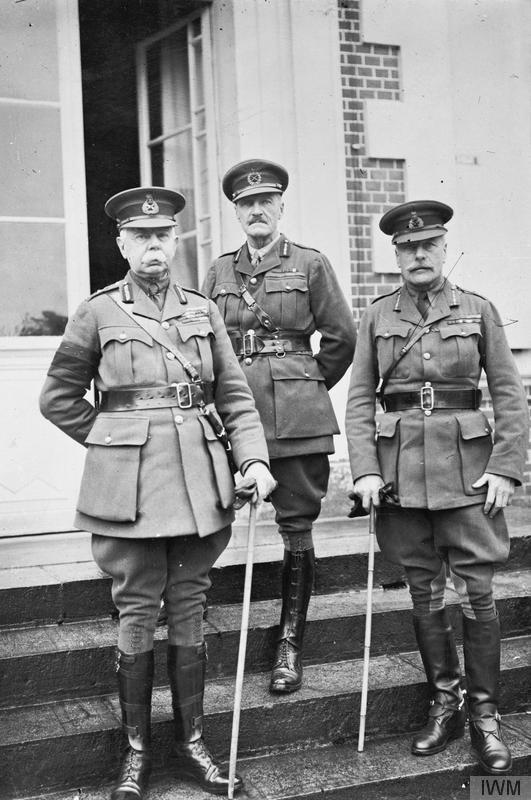
Die Generäle Plumer, Haig und Lawrence (Stabschef Haigs) vor dem britischen Hauptquartier in Montreuil-sur-Mer

Haig wechselte den Befehlshaber der Offensive Gough, indem er dessen Befehlsbereich weiter nach Norden zog, und beauftragte noch Ende August General Herbert Plumer mit der Führung im Hauptangriffsfeld. Plumer hatte bereits im Juni durch seine geschickte Taktik den Frontbogen bei Messines ohne schwere Verluste erobern können. Plumer plante einige kleinere Arealgewinne nach dem Prinzip des “bite and hold” (dt. so viel wie [ein Stück Land] abbeißen und halten), dazu wurde im Laufe des Septembers und Oktobers mehrmals angegriffen. Aufgabe von Plumers 2. Armee war vorrangig die Inbesitznahme des Gheluvelt-Plateaus, an der die südlichen beiden Korps der 5. Armee gescheitert waren und dabei große Verluste erlitten hatten. Mitte September löste das australisch-neuseeländische Korps (ANZAC) das erschöpfte XIX. und II. Korps im Hauptangriffsfeld ab. Der Befehlsbereich der 5. Armee wurde weiter nach Norden verschoben, bei den neuen Angriffen waren ihr primär nur mehr der Schutz der linken Flanke von Plumers 2. Armee zugewiesen. Am 17. und 18. September besuchte Haig die einzelnen Generalkommandos jeder Armee, um mit den Stabsoffizieren das weitere Vorgehen abzusprechen.

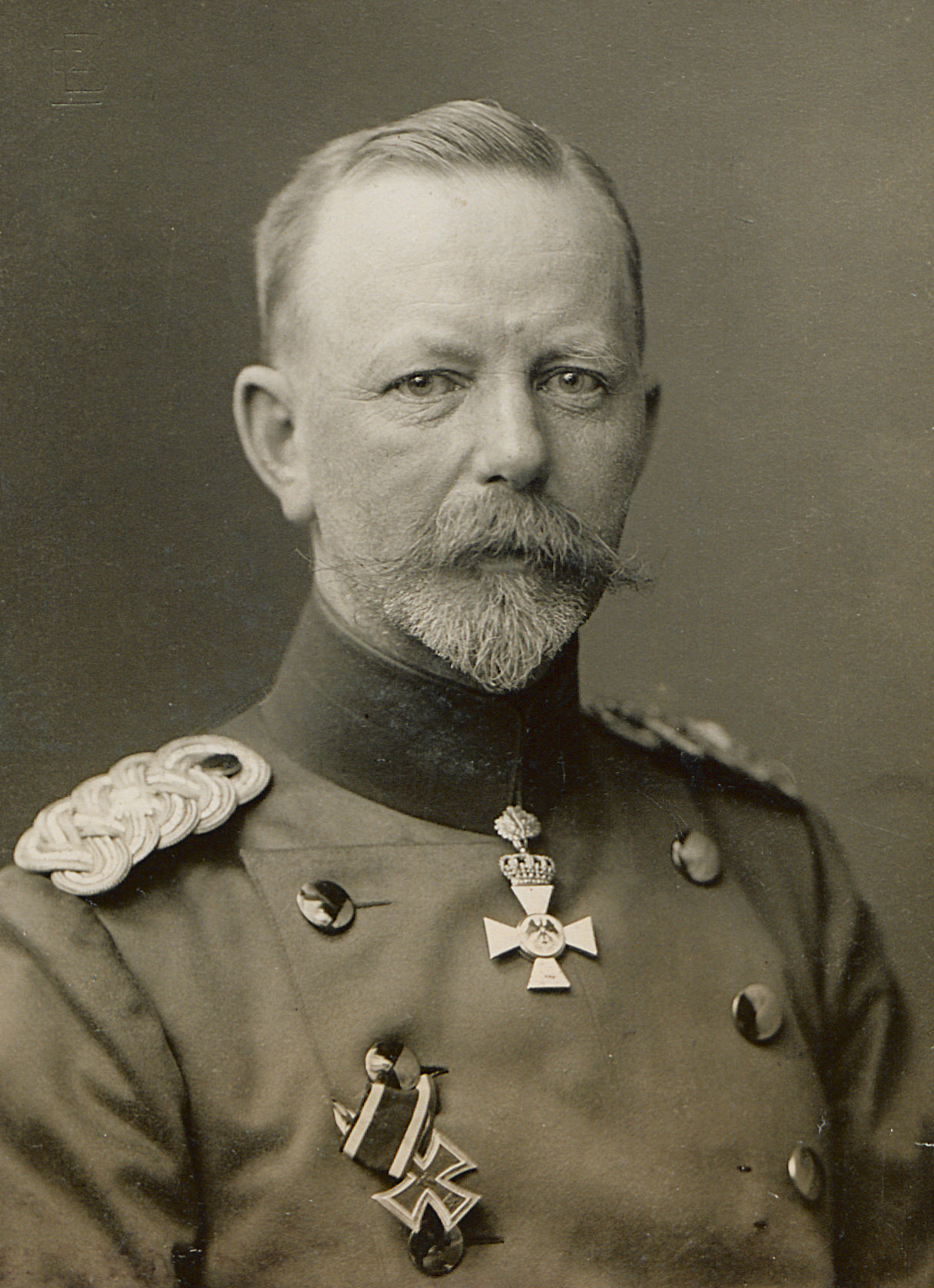
Friedrich Sixt von Armin

Bei den Deutschen war am 9. September das Generalkommando III. Bayerisches Korps aus dem Hauptangriffsfeld herausgelöst worden, die Führung der Gruppe Ypern übernahm jetzt das Gardekorps unter dem neu ernannten Kommandeur Alfred zu Dohna-Schlobitten. Der freigewordene General von Quast übernahm die Führung der deutschen 6. Armee. Kurz vorher war auch die Gruppe Dixmuide unter die neue Führung des Garde-Reserve-Korps unter General Marschall von Altengottern gestellt worden. Das zunehmende Übergewicht der britischen Artillerie hatte den deutschen Armeeführer General der Infanterie Sixt von Armin veranlasst, seit dem deutschen Rückzug auf die Hindenburg-Linie die Stellungen mit zusätzlichen Bunkerkonstruktionen zu verstärken. Der hohe Wasserstand und die oftmaligen Niederschläge zeigten der deutschen Heeresleitung die Unzulänglichkeiten im flandrischen Grabenkampf auf. Betonierte Unterstände (s. dazu auch „Pillbox“) durchzogen nun besonders die Stellungen im Raum östlich Ypern, diese boten den vorne gelegenen Fronttruppen bei Bombardierungen bessere Verteidigungschancen.

### Plumers Angriffe im September und Oktober

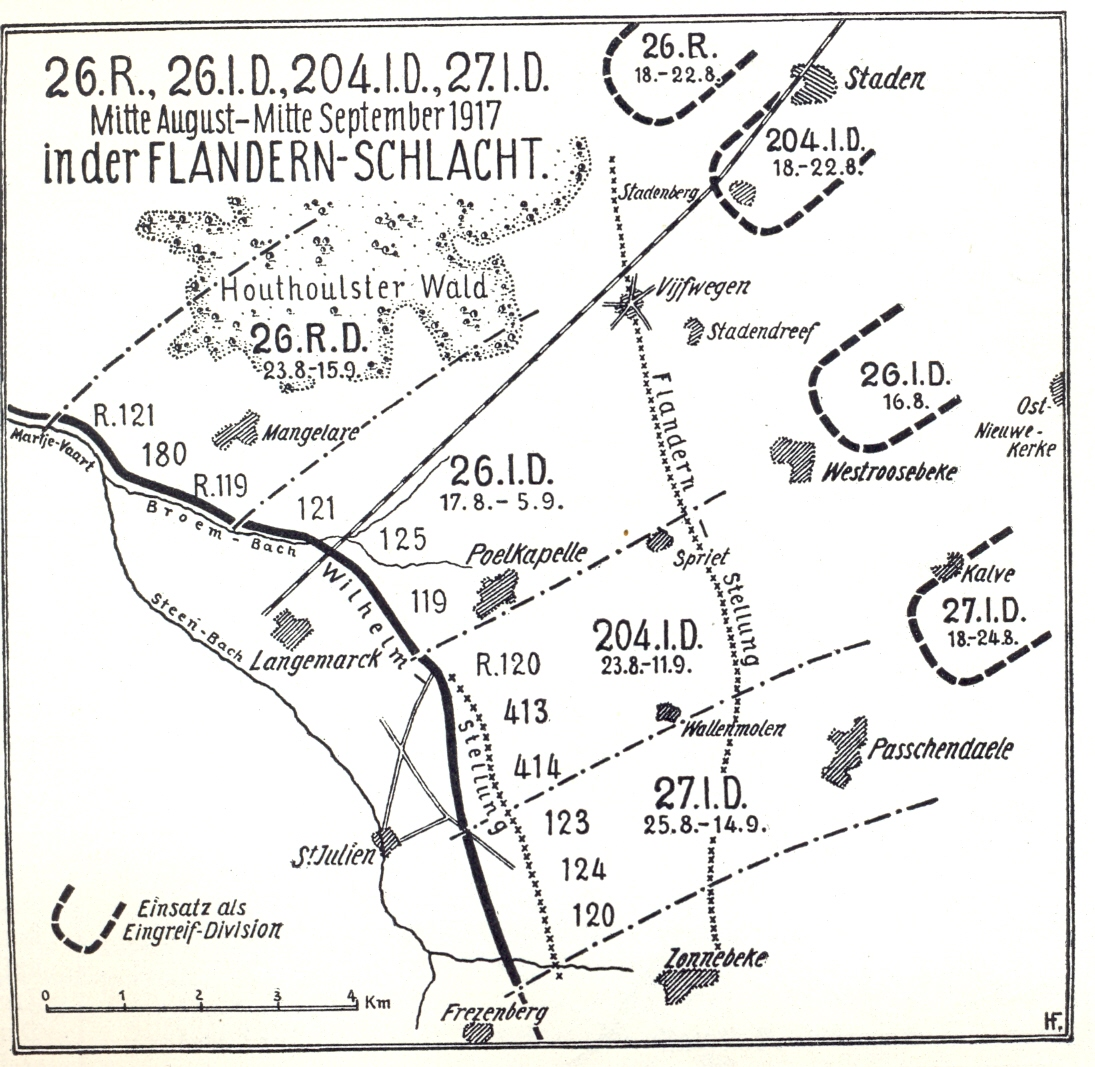
Nördlicher Frontabschnitt der Gruppe Ypern

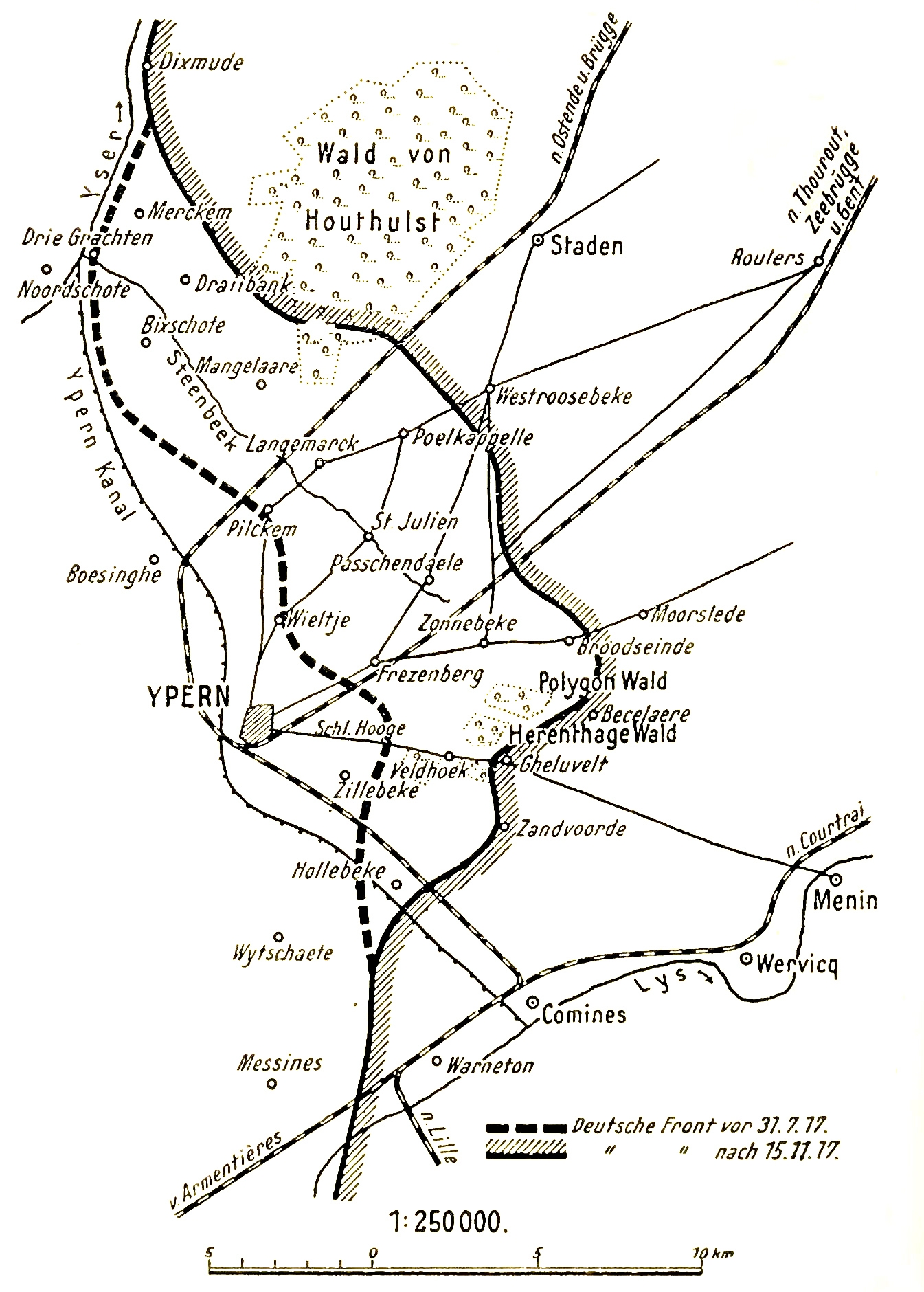
Kampfgebiet Polygon-Wald 1917

Am 20. September führte General Plumer einen neuen Großangriff an der Straße von Menen durch, dafür wurde das 1. ANZAC-Korps unter General Birdwood, herangezogen. 1295 Geschütze wurden eingesetzt, was je einem Geschütz auf fünf Meter Frontbreite entsprach. Doch auch Plumers Angriff erzielte nur einen Geländegewinn von 1,4 km Tiefe, die Verluste betrugen aber 21.000 Soldaten. Nach mehreren Angriffen am 22. September gelang den Alliierten ein weiterer, 800 Meter tiefer Geländegewinn an der Straße nach Menen. Am 26. September unternahm Plumer einen Angriff am Polygon-Wald, eingesetzt waren neben den Divisionen des britischen X. und IX. Korps auch die Divisionen des 1. und 2. ANZAC-Korps. Einiges Gelände südlich von Zonnebeke bis zum Polygon-Wald wurde von den Australiern und Briten erstürmt.
Am 4. Oktober begann die Schlacht von Broodseinde, südlich von Zonnebeke entstand dabei im Abschnitt der deutschen 4. Garde-Division eine gefährliche Fronteinbuchtung. Die 17. Infanterie-Division kam als Eingreifdivision zum Einsatz, diesmal im Abschnitt der 19. Reserve-Division. Hier gelang es ihr, im Zusammenwirken mit den anderen Verbänden des Frontabschnittes die über 2 km eingebrochenen britischen Verbände zurückzudrängen. Hierdurch konnten außerdem die Höhen im Nordwesten von Gheluvelt, der westlichen Anteil des Schlossparkes von Polderhoek und die Ortschaft Reutel wieder unter deutsche Kontrolle gebracht werden. Bei den Angriffen hatten die Briten einen etwa 1,8 km tiefen Geländestreifen erobert, wieder unter dem Verlust von fast 30.000 Soldaten. Die Front verlief danach vom Broenbachgrund bei Koekuit durch den Ostteil von Poelcapelle über Keerselarhoek und Nieuwmolen östlich an Broodseinde vorbei auf das Plateau nach Beselare und von dort an den Westrand von Gheluvelt.

### Schlacht bei Poelcapelle am 9. Oktober

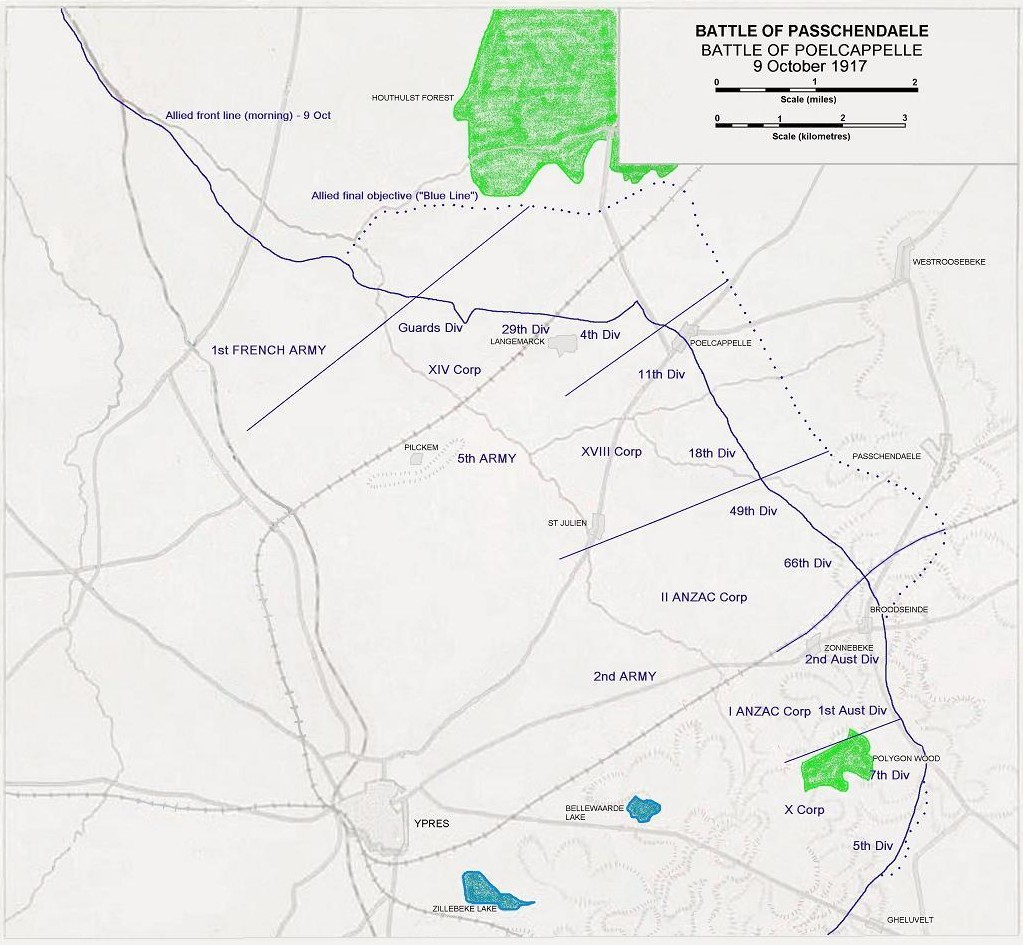
Lage bei Poelcapelle am 9. Oktober

Haig verlangte größere Geländegewinne und fühlte sich in seinem Glauben bestärkt, dass die deutsche Armee vor dem Zusammenbruch stünde. Ein weiterer Angriff des britischen XVIII. Korps (11. (Northern)- und 18. Division) begann am 9. Oktober bei Poelcapelle. Das XIV. Korps (Garde, 4. und 29. Division) erreichte nördlicher die Besitznahme des Geländes südlich des Houthulster-Waldes, weiterer Bodengewinn wurde südlich der Bahn Roeselare—Ypern erkämpft. Vor Passchendaele verlor die deutsche 195. Infanterie-Division einiges an Gelände, am Mittag wurde die als Eingreifdivision fungierende 240. Infanterie-Division hinter dem rechten Flügel der „Gruppe Ypern“ bereitgestellt und gegen die Einbruchsstelle bei Poelcapelle angesetzt.
Plumer hatte am rechten Flügel der Schlachtfront das X. Korps (General Morland) sowie das I. und II. ANZAC-Korps unter Birdwood und Godley auf breiter Front zwischen Merkem bis südlich Gheluvelt angesetzt. Dem II. ANZAC-Korps waren im Raum Zonnebeke bis 11. Oktober die britische 49. (West Riding) und 66. (2 East Lancashire) Division zugeteilt, dann erfolgte die Ablösung durch die 3. australische und die neuseeländische Division. Bei der deutschen „Gruppe Wytschaete“ wurden die 22. Reserve-Division, die bayerische 10. Infanterie-Division und Teile der 15. Infanterie-Division angegriffen. Zwischen Broodseinde und Keiberg musste der linke Flügel der 233. Infanterie-Division vor den Australiern zurückweichen. Der neue britische Angriff war trotzdem gescheitert, die Deutschen schafften es sogar, im Gegenstoß verlorenes Gelände zurückzugewinnen.

### Erste Passchendaele-Schlacht am 12. Oktober

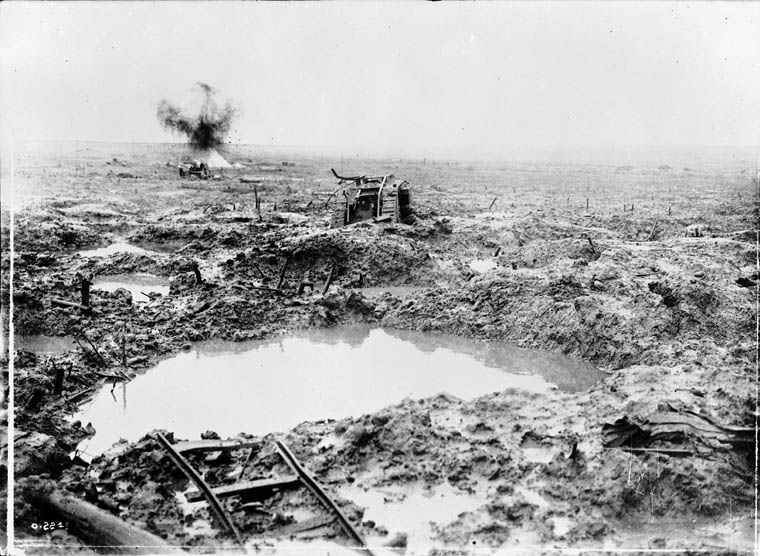
Im Schlamm steckengebliebener Panzer

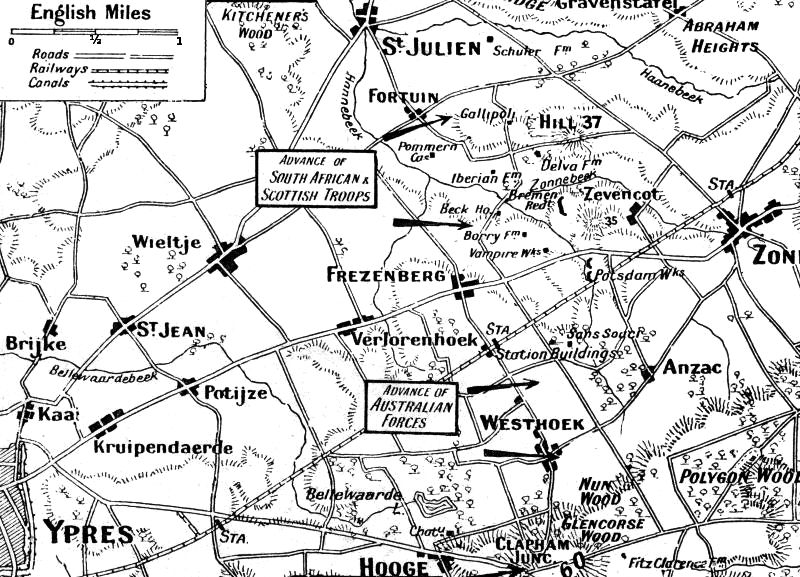
Angriffsraum des 1. und 2. ANZAC-Korps

Drei Tage später wurde von Haig ein erneuter Versuch gestartet, die deutsche Front zu durchbrechen. Im engeren Sinne wird nur die folgende Schlacht und eine darauf folgende Operation nach dem Dorf Passendale als Schlacht bei Passchendaele bezeichnet. Dennoch wird der Begriff im englischsprachigen Raum auch für die gesamte Dritte Flandernschlacht benutzt. Am 12. Oktober gegen 06:30 Uhr früh setzte das Trommelfeuer zwischen Draaibank und Zandvoorde gegen die deutschen Korpsgruppen Dixsmuide, Ypern und Wytschate ein. Eine Stunde darauf folgte der Infanterieangriff gegen die deutsche Gruppe Ypern (Generalkommando des Gardekorps), welche den Angriff erwartete und ihre Eingreifdivisionen bereits alarmiert hatte. Im Bereich des britischen XIV. Korps (Lord Cavan) zwischen Poelcappelle und dem Houthoulster Wald waren die 12. Brigade der 4. Division, die 51. Brigade der 17. Division und die 3. Brigade der Guards Division zum Angriff bestimmt. Den Hauptangriff führte das II. ANZAC-Korps unter General Godley auf einer schmalen Front von 2700 Metern gegen Passchendaele. An der Nordflanke der Neuseeländer unterstützte der rechte Flügel der britischen 5. Armee. Im Bereich des XVIII. Korps (General Maxse) wurde die 26. Brigade der schottischen 9. Division (Generalmajor Lukin) auf 1800 Meter Breite angesetzt, um auf den Weiler Goudberg vorzurücken.
Die Briten lagen nordwestlich von Passchendaele in so morastigen Stellungen, dass ihnen jede Möglichkeit recht war, um festeren Boden und bessere Sicht gegen den Höhenrücken nach Westroosebeke zu gewinnen. Die 55. Brigade der britischen 18. Division war zum Angriff gegen Lekerboterbeek bestimmt. Zur besseren Koordinierung erhielten die im Gelände angelegten Schützenbunker Namen wie Israel, Potsdam, Juda, Waterfields, Anzac, Helles, Kit, Kat, Hamburg u. a., die Bunker und die beiden nordwestlich von Passchendaele gelegenen Weiler Wallemolen, Mollelmarkt und Goudberg wurden zum Brennpunkt der folgenden Kämpfe. Der Angriff fand immer noch unter schlechten Witterungsbedingungen statt, so dass die Artillerie nicht ausreichend an das vordere Schlachtgeschehen herangeführt werden konnte und die angreifenden Soldaten ohne Feuerschutz nur sehr langsam vorrücken konnten. Die New Zealand Division (Generalmajor Russell) wurde gegen den Weiler Wallemolen, entlang des Weges über Bellevue auf Laamkeek angesetzt. Die australische 3. Division (General Monash) wurde südlich davon, gegen die Höhen und auf das Dorf Passchendaele angesetzt, wo die deutsche 195. Infanterie-Division verteidigte. Das erste Operationsziel war praktisch das gleiche wie beim Angriff vom 9. Oktober, die Angriffstruppen sollte sich etwa einen Kilometer vorwärts kämpfen, sich bei den dortigen Bunkern sammeln und von dort aus in einem zweiten Anlauf die weiteren 800 Metern zum Dorf Passchendaele erkämpfen.
Aufgabe des südlicher stehenden I. ANZAC-Korps unter General Birdwood war es, mit der frisch eingeschobenen australischen 4. und 5. Division auf 1200 Meter Front in Richtung auf das Dorf Keiberg anzugreifen und die Flanke nach Süden gegenüber der deutschen 220. und 233. Infanterie-Division zu decken. Das X. Korps unter General Morland (7. und 23. Division) hatte Angriffe über die Eisenbahnlinie Gheluvelt – Becelaere zu führen, während das IX. Korps (19. und 37. Division) die südliche Flanke nach Zandvoorde deckte. Vom Bahnhof nordwestlich von Poelkapelle drang die britische 17. Division beiderseits der Straße nach Manneken-Ferme bis in die Gegend von Schaap Balie vor, so dass sie unmittelbar südlich des Houthulster Waldes vorrücken konnte. Das Dorf Poelkapelle ging der deutschen 240. Infanterie-Division verloren, die auf Westroosebeke angesetzte britische 18. Division stand am Abend dicht vor dem Weiler Spriet. Das Artilleriefeuer des 1. ANZAC-Korps hatte den sperrenden Stacheldraht am Frontvorsprung bei Wallemolen und an den Hängen von Goudberg nicht vollständig zerstört. Der schlammige Boden bot keine stabile Plattform für die nachgezogenen Kanonen und Haubitzen. Nördlich der Straße Gravenstafel-Metheele gewann die neuseeländische Division etwas an Boden, wurde dann aber auch hier von Stacheldraht-Sperren gestoppt und erlitt durch Maschinengewehrfeuer schwere Verluste.
Die Gesamtzahl der Verluste der britischen 2. und 5. Armee wurde an diesem Tag auf rund 12.000 Mann geschätzt, davon galten 2000 seit 11. Oktober als vermisst. Allein die australische 4. Division verlor etwa 1000 Mann, die australische 3. Division hatte 3199 Mann und die neuseeländische Division 2735 Mann verloren. Auf der deutschen Seite hatte allein die im Brennpunkt bei Passchendaele eingesetzte 195. Infanterie-Division seit 7. Oktober 3395 Mann zu beklagen. Die Moral auf alliierter Seite sank durch diese Niederlagen stark. Zwischen den Gruppen Dixsmuide und Ypern musste die deutsche Heeresleitung zur Verstärkung des bedrohten Abschnittes das Generalkommando des Garde-Reserve-Korps (Gruppe Freiherr von Marschall) als neugebildete Gruppe Staden (16., 27. und 227., ab 18. Oktober durch die 239. Infanterie-Division abgelöst) eingeschoben werden. Das Generalkommando des XVIII. Armee-Korps unter Generalleutnant Viktor Albrecht übernahm den Befehl über die Gruppe Dixsmuide. Nach neuen britischen Angriffen, die am 22. Oktober gegen den Südrand des Houthulster Waldes eingeleitet wurden, erwartete die deutsche Heeresleitung auch neue Angriffe gegen die Front vor Passchendaele. Fast alle Verbände der Gruppen Staden und Ypern wurden vorsorglich abgelöst, die 187., 195., 220. und 233. Infanterie-Division wurden aus der Front gezogen und deren Abschnitte für den nächsten Großkampf neu besetzt.

### Zweite Passchendaele-Schlacht ab 26. Oktober

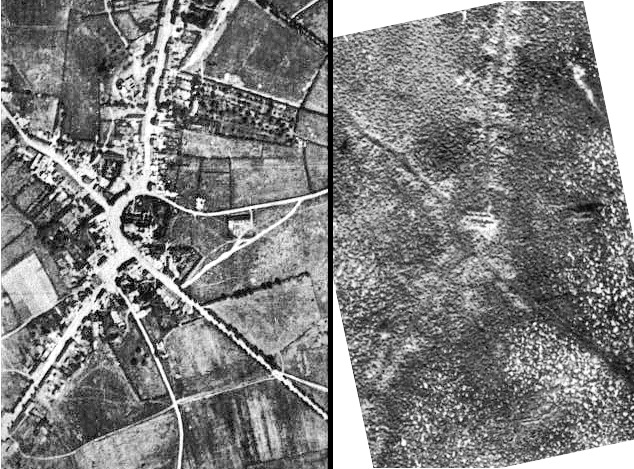
Passendale vor und nach der dritten Flandernschlacht

Das mittlerweile erschöpfte II. ANZAC-Korps wurde ab 15. Oktober durch das Kanadische Korps ersetzt. Die Kanadier hatten auf alliierter Seite wegen ihrer bisherigen erfolgreichen Einsätze an der Westfront einen besonderen Ruf. So hatte es im August durch seine Erstürmung des Hügel 70 bei Lens zahlreiche deutsche Divisionen über Wochen gebunden, die so nicht in der Flandernschlacht eingesetzt werden konnten. Die australische 1. (General Harold Walker), 2. und 5. Division (General Hobbs) blieben im Rahmen des I. ANZAC-Korps für die folgende Schlacht beiderseits von Broodseide in ihren bisherigen Stellungen. Bis 18. Oktober 1917 hatte die kanadische 1. (General Macdonell) und 2. Division (General Turner) ihre Stellungen vor Passchendaele bezogen, dahinter wurde die kanadische 3. (General Lipsett) und 4. Division (General David Watson) zum Nachstoßen bereitgestellt. Der Führer des Kanadischen Korps, General Arthur Currie, erklärte gegenüber Haig, dass die Eroberung von Passchendaele etwa 16.000 Soldaten das Leben kosten werde, trotzdem bestand dieser auf der Durchführung des Angriffes.
Am 26. Oktober begann der Angriff, um 7.00 Uhr morgens setzte das Trommelfeuer vom Westrand des Houthulster Waldes bis Zandvoorde ein. An der Nordflanke griffen das wieder in Front stehende britische XIX. Korps gemeinsam mit dem XVIII. Korps in Richtung Westroosebeke an. Die Kanadier führten in der Mitte den Hauptstoß, das verstärkte britische X. Korps griff mit vier Divisionen zwischen Becelaere und Gheluvelt an. Die deutsche Verteidigung der „Gruppe Staden“ (General von Marschall) wurde durch die 5. bayrische Reserve- sowie die 239. und 111. Infanterie-Division geführt. Bei der „Gruppe Ypern“ (jetzt unter General von Böckmann), welche beidseitig Passchendaele hielt, waren rechts die 11. Infanterie-Division und links die 238. Infanterie-Division in Front eingesetzt, während die Bayerische 11. Infanterie-Division (General Kneußl) als Eingreifreserve fungierte. Am 30. Oktober richtete sich der neue Angriff der Kanadier gegen den ganzen Abschnitt der 238. Infanterie-Division (General von Below) und gegen den nördlichen Teil der links davon nach vorne gezogenen 3. Garde-Division (General von Lindequist).

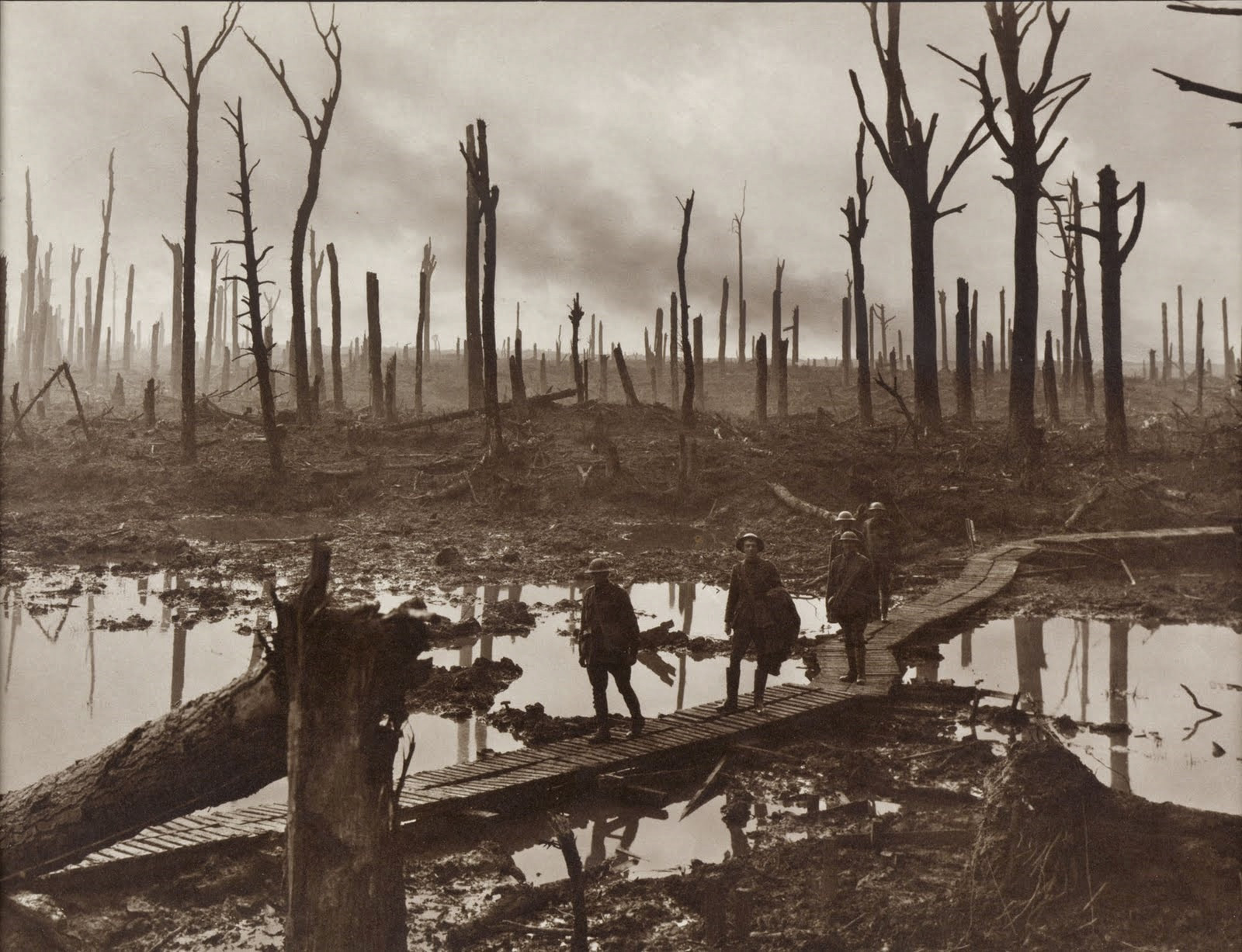
Wald nahe Ypern am 19. Oktober 1917

Auf dem rechten Flügel der „Gruppe Ypern“, der sich über Goudberg und Mollelmarkt erstreckte, und im Bereich der links anschließenden 11. Infanterie-Division drangen britische und kanadische Truppen in das Vorfeld von Passchendaele ein. Nach schweren Kämpfen wurde das Dorf eingenommen. Der 238. Infanterie-Division gelang es im Gegenangriff, unterstützt von Artillerie, das teilweise geräumte und fast vollständig zerstörte Dorf und die bereits verlorene Hauptkampflinie wieder einzunehmen. Die Verteidigung der „Gruppe Staden“ nördlich von Passchendaele gegenüber der britischen 58. und 63. Division wurde durch das Heranziehen der 4. Infanterie-Division, jene der südlicher stehenden „Gruppe Ypern“ durch die 44. Reserve-Division verstärkt. Erst am 6. November konnten die Kanadier mit Hilfe von zwei britischen Divisionen das Dorf Passchendaele sowie die umliegenden Anhöhen erobern und die Geländegewinne halten, bis weitere Verstärkung eintraf. Dieser wochenlange und erfolgreiche Angriff forderte aber die von General Currie vorausgesagten 16.000 Opfer an Mannschaften. Nachdem Haig die Entscheidung bereits in der Schlacht bei Cambrai suchte, stellte die britische Führung die Offensive im Raum östlich Ypern am 10. November ein.

## Ergebnis
Die Offensive bei Ypern scheiterte und der geplante Durchbruch wurde nicht erreicht. Auf beiden Seiten gab es hohe Verluste. Über die Zahl der Opfer besteht bis heute Unsicherheit, vor allem was die Zahl der Verwundeten angeht, da diese unterschiedlich erfasst wurden. Auf alliierter Seite kann man von bis zu 325.000 Verlusten, für die Deutschen von bis zu 260.000 Soldaten ausgehen. Einzelne Forscher kommen sogar noch zu höheren Zahlen. Die Alliierten feierten die Offensive wegen der Eroberung von Passendale dennoch als Erfolg. Das außerdem anvisierte Ziel, die deutschen U-Boot-Basen von Land her zu vernichten, wurde durch die Kampfhandlungen nicht erreicht. Die Panzer versagten auf dem schlammigen Schlachtfeld in Flandern. So wurde vor Cambrai eine weitere große Offensive geplant, bei der die Panzer ihre Überlegenheit ausspielen sollten. Dort kamen die Briten zunächst gut voran, jedoch wurden sie von deutschen Gegenangriffen wieder zurückgedrängt. Die britischen Geländegewinne von 1917 in Flandern wurden während der deutschen Frühjahrsoffensive 1918 zurückerobert.

## Verluste
Die Verluste des britischen Expeditionskorps während des Zeitraumes 31. Juli bis 19. November 1917 werden im Werk des Kriegsministeriums wie folgt angegeben:
- Gefallen: 3118 Offiziere, 47.217 Mannschaften, Summe 50.335
- Verwundet: 11.481 Offiziere, 224.269 Mannschaften, Summe 235.750
- Vermisst: 924 Offiziere, 37.181 Mannschaften, Summe 38.105

Damit liegen die britischen Gesamtverluste des Zeitraumes bei 324.189. Die deutschen Verluste werden im Sanitätsbericht über das deutsche Heer wie folgt angegeben: An der Schlacht war im Zeitraum vom 1. August – 10. November 1917 die deutsche 4. Armee beteiligt. Insgesamt wurden 95 verschiedene Divisionen eingesetzt. Die durchschnittliche Ist-Stärke der 4. Armee betrug 609.035 Mann (Zeitraum 20. Mai–10. Dezember 1917).
- Gefallen: 32.878
- Vermisst: 38.083
- Verwundet und Sonstige: 165.280
- Gesamtverluste: 236.241[8]

## Rezeption und Nachwirkung

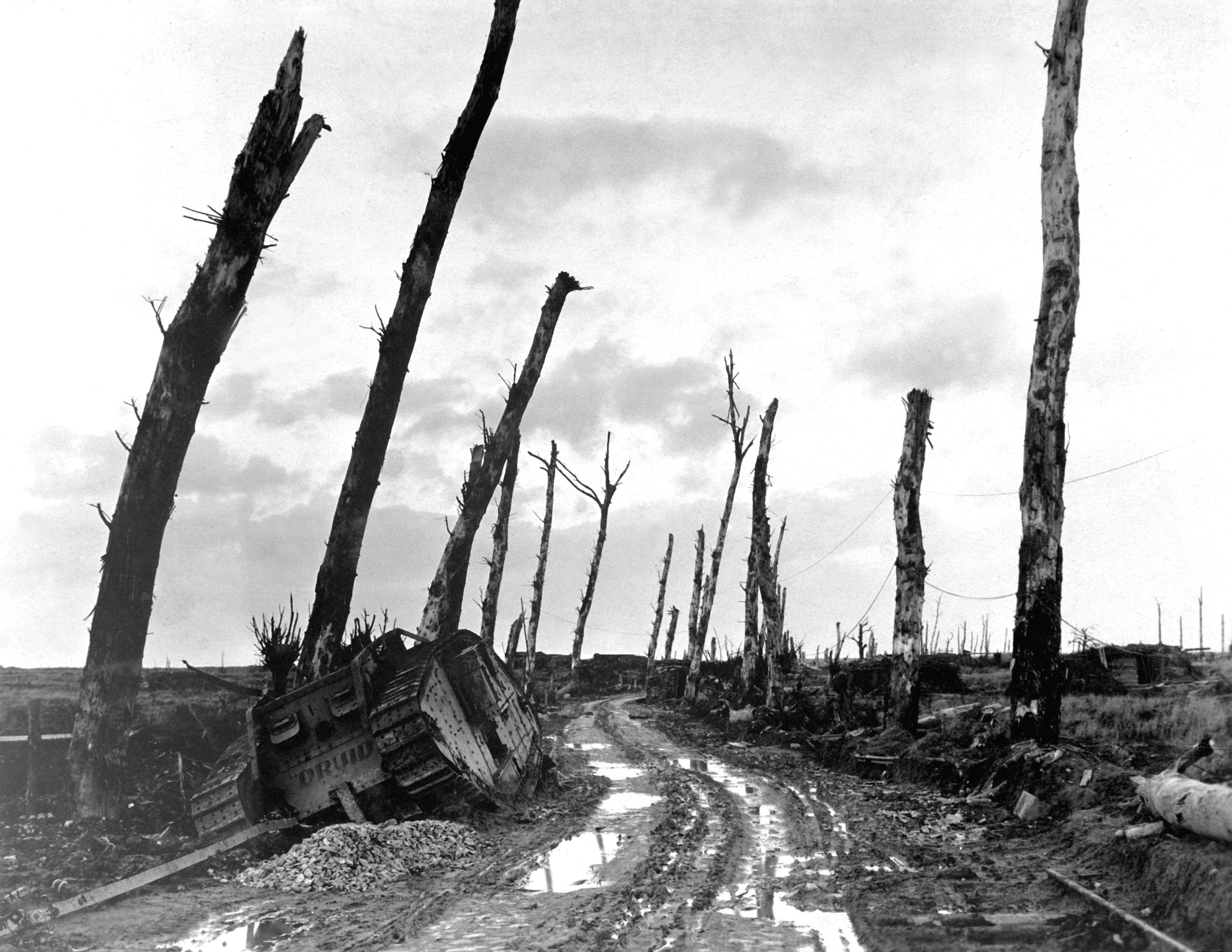
Straße nach Poelcapelle, am 19. Dezember 1918

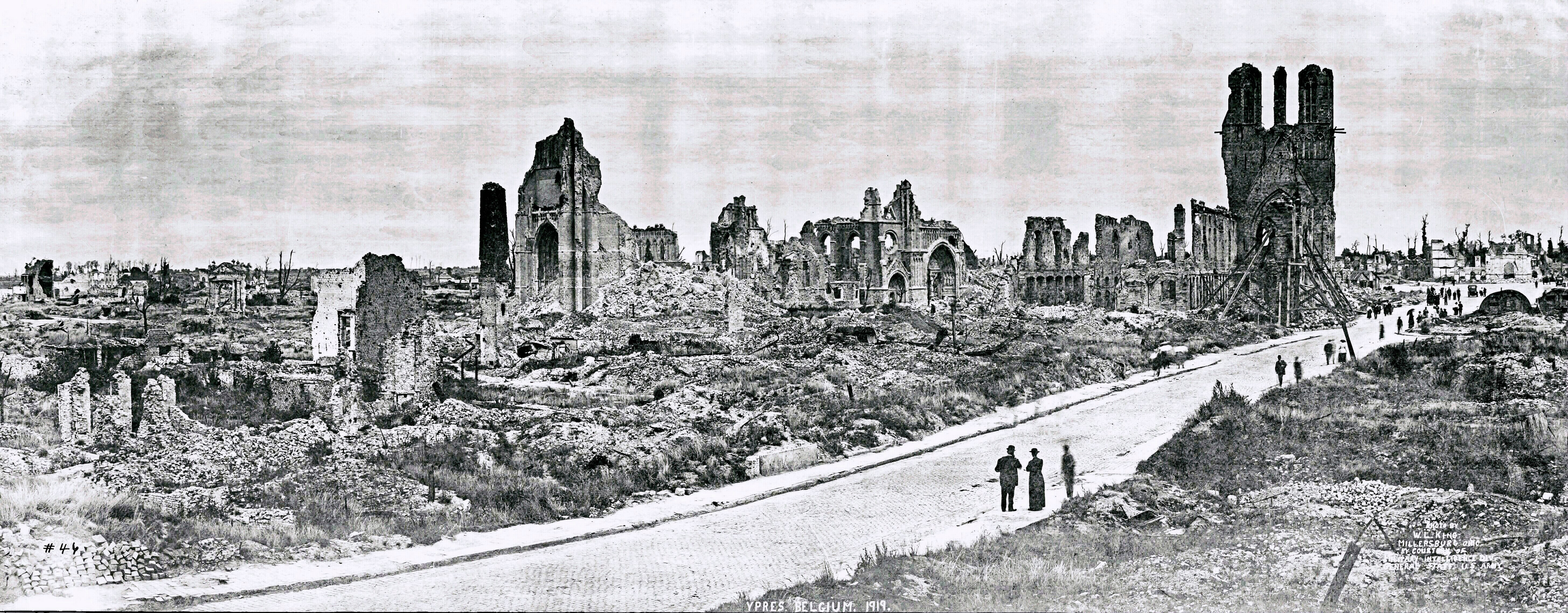
Das zerstörte Ypern 1919

Insbesondere zu runden Jahrestagen ist der 31. Juli 1917 in Großbritannien und anderen Ländern des Commonwealth Gegenstand öffentlichen Gedenkens und medialer Reflexion.
Bereits 1917 brachte Elsa Laura von Wolzogen das Lied In Flandern reitet der Tod heraus, das später von den Nationalsozialisten vereinnahmt wurde. Der Autor Ernst Jünger nahm als Subalternoffizier an der Schlacht teil und schilderte seine Erlebnisse in dem auf Tagebuchaufzeichnungen basierenden, 1920 erstmals erschienenen Buch In Stahlgewittern. Winston Churchill erinnerte 1942 an die Schlacht als „Disaster“, um darzulegen, dass auch dem später siegreichen Kriegskabinett von Lloyd George schwere Fehler unterlaufen waren. Die britische Band Iron Maiden thematisiert die Schlacht auf ihrem Album Dance of Death in dem Lied Paschendale. Dabei wird das Schicksal der Gefallenen aus der Perspektive eines namenlosen Soldaten erzählt. Im Jahr 2008 erschien der kanadische Film Das Feld der Ehre – Die Schlacht von Passchendaele, Drehbuch und Regie von Paul Gross.

## Film
- Passchendaele – Das Feld der Ehre, Kanada 2008, Regie: Paul Gross, DVD EAN: 7613059901193, Blu-ray EAN: 7613059401198[10]